# Merete Lutz
Merete Suzanne Gertsch Lutz (Dallas, 7 novembre 1994) è un'ex pallavolista statunitense, nel ruolo di opposto.

## Carriera

### Club
La carriera di Merete Lutz inizia nei tornei scolastici texani, giocando per la Lamar HS. Dopo il diploma, gioca a livello universitario per la Stanford, partecipando alla NCAA Division I dal 2013 al 2017: salta la prima annata e, in seguito, raggiunge tre volte le Final-4 e conquista il titolo nazionale nel 2016, impreziosendo le sue prestazioni con diversi riconoscimenti individuali.
Nella stagione 2018-19 firma il suo primo contratto professionistico nella Serie A2 italiana, ingaggiata dal Cutrofiano, mentre nella stagione seguente viene ingaggiata attraverso un draft dal GS Caltex Seoul, nella V-League; dopo un biennio in Corea del Sud, per il campionato 2021-22 approda in Giappone, dove partecipa alla V.League Division 1 con le Kurobe AquaFairies, mentre nel campionato seguente è nuovamente in Italia, questa volta in Serie A1, dove difende i colori della Megavolley, ma solo fino a dicembre, andando poi ad annunciare il suo ritiro dalla pallavolo qualche mese più tardi.

### Nazionale
Fa parte della nazionale statunitense Under-20 vincendo la medaglia di bronzo al campionato nordamericano Under-20 2012 e partecipando al campionato mondiale 2013.

## Palmarès

### Club
- NCAA Division I: 1

2016

### Nazionale (competizioni minori)
- Campionato nordamericano Under-20 2012

### Premi individuali
- 2014 - All-America Second Team
- 2015 - All-America Third Team
- 2016 - All-America Second Team
- 2017 - All-America Second Team
- 2017 - NCAA Division I: Kansas City National All-Tournament Team